# Pause

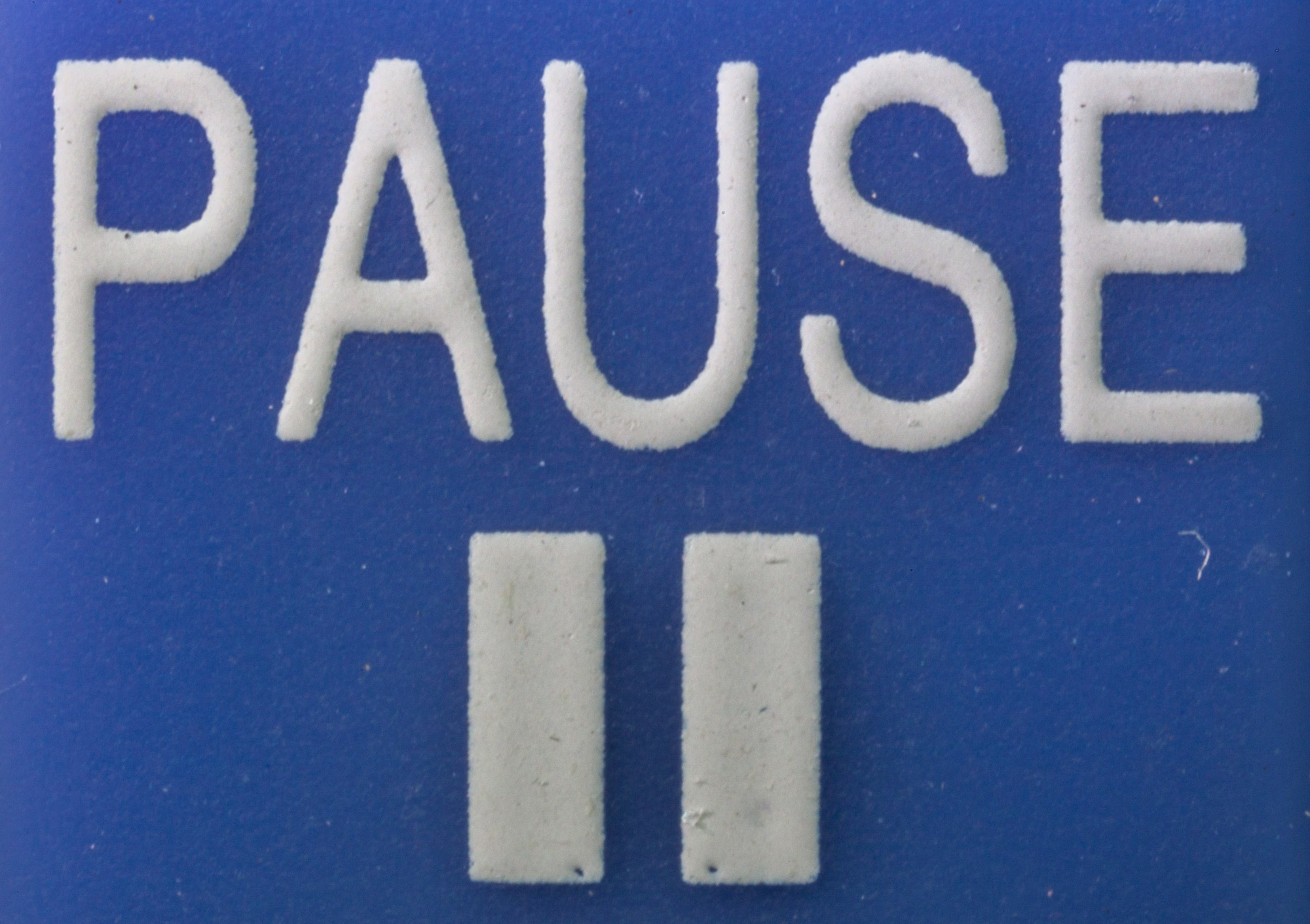
Der Pause-Knopf auf einer Fernbedienung

Eine Pause (ins Mittelhochdeutsche im 14. Jahrhundert als pūse über altfranzösisch pause und lateinisch pausa entlehnt aus altgriechisch παῦσις paūsis, heutiges Griechisch παύση páfsi ‚Rast‘, ‚Stillstand‘) ist die zeitlich begrenzte Unterbrechung eines Vorgangs.

## Unterschiedliche Bedeutungszusammenhänge

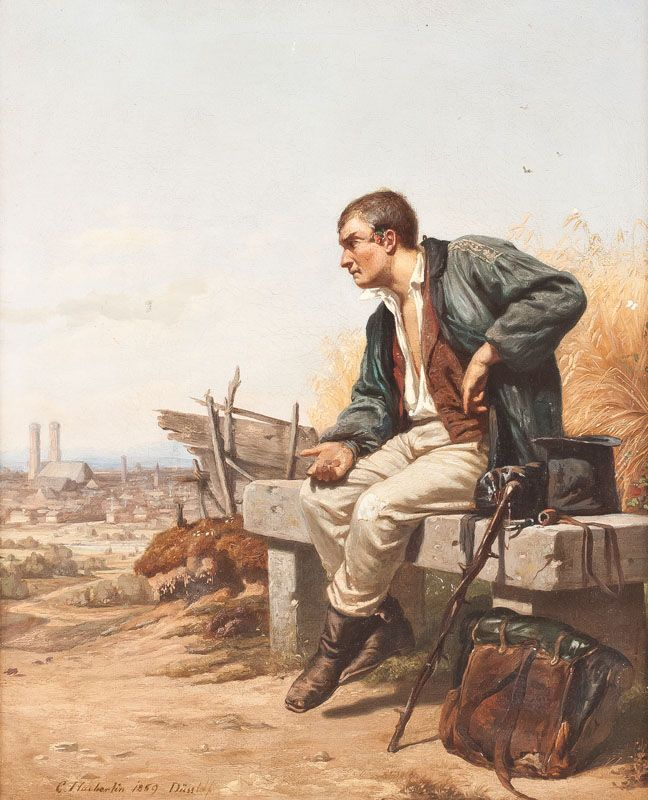
Wanderer bei der Rast vor München, Gemälde von Carl von Häberlin, 1859

- Ruhepause (auch Erholungspause): Zeit, in der etwas ruht, nicht stattfindet oder nicht getan wird bzw. Unterbrechungen, die eine Person zwecks kurzer Erholung bei körperlich anstrengender Tätigkeit einlegt, z. B. beim Sport (Abkühlpause), Wandern oder bei der Arbeit (Arbeitspause).
- Schulpause / Unterrichtspause: Zeit zwischen zwei Unterrichtsstunden.
- Mittagspause: Zeit, in der andere Tätigkeiten unterbrochen werden, um ein Mittagessen einzunehmen.
- Sendepause: Zeit, in der Radio- und Fernsehsender kein Programm ausstrahlen (Auch im übertragenen Sinne für „zeitweise keinen Kontakt mit jemandem haben“).
- Spielpause im Sport: Pause innerhalb eines Spieles (z. B. Halbzeit im Handball) oder Zeit zwischen zwei Spielen oder  Spielsaisons.
- Sommerpause von Spielstätten oder Parlamenten.
- Winterpause von saisonabhängigen Sportarten.
- Sprechpause: Beim Reden sind richtig platzierte Pausen wichtig für das Verständnis und den Nachdruck des Gesagten.
- Arbeitspause: Die temporäre Erholung zwischen Arbeitsleistungen.
- Beziehungspause: Darunter versteht man den kurzzeitigen Kontaktabbruch oder das vorläufige Beenden von intensiven Zuneigungen zwischen Liebespartnern, mit dem Ziel eines erfolgreicheren Neuanfangs oder mit der notwendigen Bedenkzeit, ob eine weitere Partnerschaft sinnvoll wäre.
- Biopause: Pause für körperliche Bedürfnisse wie den Gang zur Toilette[2][3][4]

### In Theater, Konzert und Kino

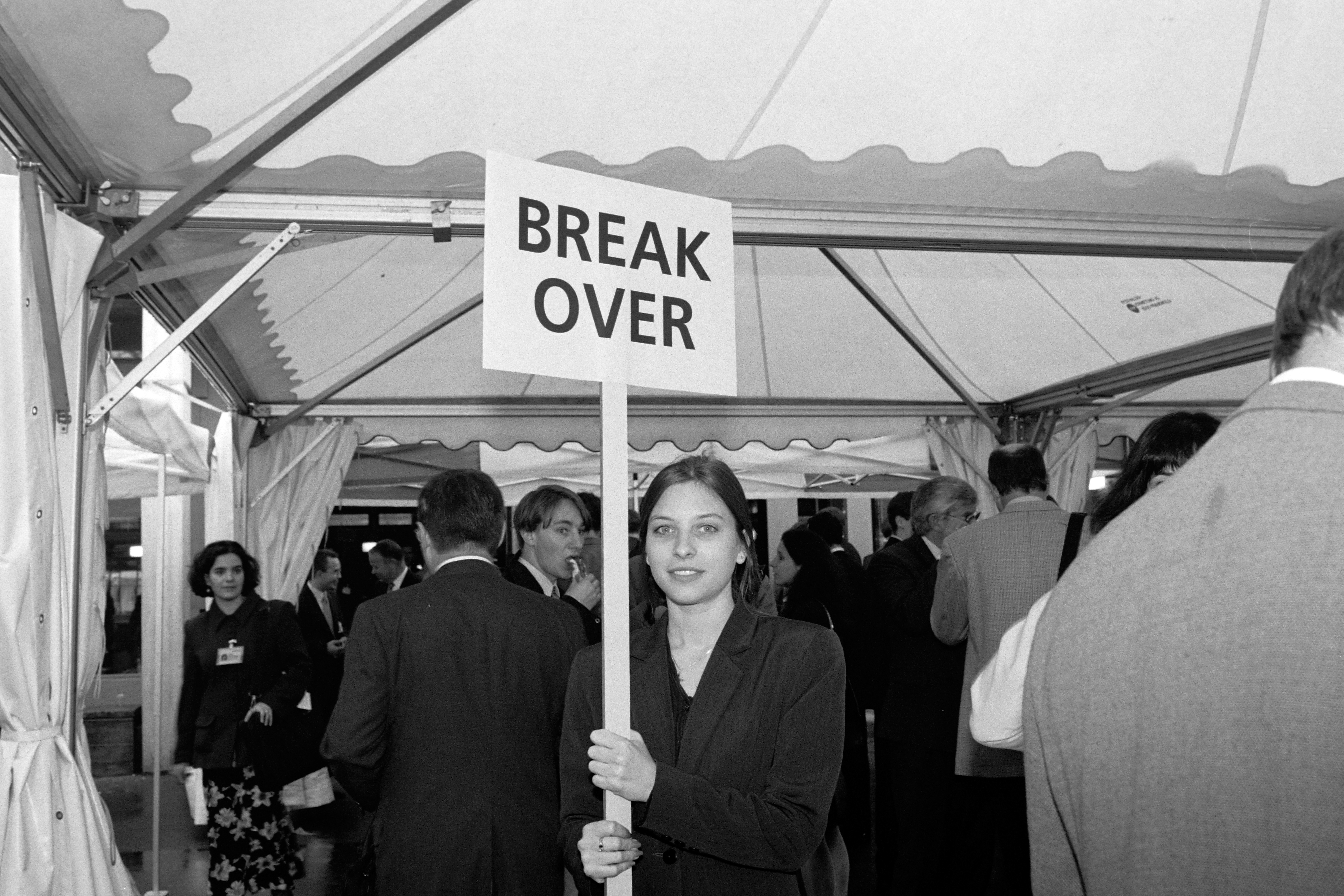
Eine Frau mit Schild „Break over“ („Pause vorbei“) beim St. Gallen Symposium 1996

- Eine Frau mit Schild „Break over“ („Pause vorbei“) beim St. Gallen Symposium 1996Pause als Unterbrechung einer Theatervorstellung oder eines Konzerts. In vielen Theater- und Opernvorstellungen werden zwischen in der Vorlage vorgesehene Akte oder an anderen dramaturgisch sinnvollen Punkten eine oder mehrere Pausen eingeschoben. Pausen dienen zur Erholung der Mitwirkenden und Zuschauer und oft auch zum Umbau des Bühnenbilds. Für die Zuschauer werden im Foyer meist Getränke, oft auch Snacks oder kleine Mahlzeiten („Pausenbuffet“) zum Kauf angeboten. Die Pause gilt als bedeutender Teil des Theater- oder Konzertbesuchs als gesellschaftliches Ereignis. In „Pausengesprächen“ tauscht sich das Publikum über das bislang Gesehene aus.
- Intermission als Unterbrechung einer Filmvorstellung.

### In der Musik
- In der Musik wird durch die Notenschrift der Zeitraum angegeben, in der die Musik bzw. eine einzelne Stimme kurz aussetzt. Je nach Länge der Pause werden unterschiedliche Pausenzeichen benutzt.
- Atempause: Beim Singen und beim Spielen von Blasinstrumenten sind Atempausen notwendig (vgl. Atemzeichen).

### In der Medizin
- kardiale Pausen bei Herzrhythmusstörungen, z. B. Adams-Stokes-Syndrom.
- Atempausen bei Atemstörungen, z. B. Cheyne-Stokes-Atmung, kurzzeitiger Atemstillstand („Apnoe“).

## In Fremdwörtern
Als Endung von zusammengesetzten Fachwörtern (-pause) bezeichnet es auch im ursprünglichen griechischen Sinne das Ende von etwas:
- Menopause: Ende der weiblichen Fruchtbarkeit, siehe auch Klimakterium.
- Tropopause, Stratopause, Mesopause (Grenzschichten der Erdatmosphäre).